# Gymnastique aux Jeux olympiques d'été de 1896 - Corde lisse
Pour un article plus général, voir Gymnastique aux Jeux olympiques de 1896.
Navigation
Saint Louis 1904
Cette page présente les résultats du concours de montée à la corde lisse de gymnastique artistique des Jeux olympiques de 1896 organisés à Athènes (Grèce).

## Résultats
| Rang | Gymnaste                | Pays            | Hauteur |
| ---- | ----------------------- | --------------- | ------- |
| 1    | Nikolaos Andriakopoulos | Grèce           | 14.0 m  |
| 2    | Thomas Xenakis          | Grèce           | 14.0 m  |
| 3    | Fritz Hoffmann          | Allemagne       | 12.5 m  |
| 4    | Viggo Jensen            | Danemark        | Inconnu |
| 5    | Launceston Elliot       | Grande-Bretagne | Inconnu |